# La Flèche Wallonne Féminine 2018
21. edycja kobiecego wyścigu kolarskiego La Flèche Wallonne Féminine odbyła się 18 kwietnia 2018 roku w Belgii. Trasa wyścigu liczyła 118,5 km, zaczynając się i kończąc w mieście Huy. Wyścig wygrała po raz czwarty z rzędu Holenderka Anna van der Breggen. Kolejne miejsca na podium zajęła Południowoafrykanka Ashleigh Moolman oraz Amerykanka Megan Guarnier.
La Flèche Wallonne Féminine był ósmym w sezonie wyścigiem cyklu UCI Women’s World Tour, będącym serią najbardziej prestiżowych zawodów kobiecego kolarstwa. Poza wyścigiem kobiecym tego samego dnia, lecz na dłuższej trasie zorganizowano również wyścig mężczyzn.

## Wyniki
| M-ce | Imię i nazwisko           | Kraj              | Drużyna                            | Czas       |
| ---- | ------------------------- | ----------------- | ---------------------------------- | ---------- |
| 1.   | Anna van der Breggen      | Holandia          | Boels Dolmans                      | 3h 10' 14" |
| 2.   | Ashleigh Moolman          | Południowa Afryka | Cervélo–Bigla                      | + 2"       |
| 3.   | Megan Guarnier            | Stany Zjednoczone | Boels Dolmans                      | + 2"       |
| 4.   | Annemiek van Vleuten      | Holandia          | Mitchelton-Scott                   | + 6"       |
| 5.   | Amanda Spratt             | Australia         | Mitchelton-Scott                   | + 17"      |
| 6.   | Shara Gillow              | Australia         | FDJ Nouvelle-Aquitaine Futuroscope | + 19"      |
| 7.   | Sabrina Stultiens         | Holandia          | WaowDeals                          | + 22"      |
| 8.   | Sofia Bertizzolo          | Włochy            | Astana Women’s Team                | + 22"      |
| 9.   | Anastasiia Iakovenko      | Rosja             | BTC City Ljubljana                 | + 25"      |
| 10.  | Margarita Victoria García | Hiszpania         | Movistar Team                      | + 28"      |
|      |                           |                   |                                    |            |
| 21.  | Katarzyna Niewiadoma      | Polska            | Canyon–SRAM                        | + 42"      |
| 35.  | Małgorzata Jasińska       | Polska            | Movistar Team                      | + 1' 24"   |
| 57.  | Katarzyna Pawłowska       | Polska            | Team Virtu                         | + 6' 03"   |
| 75.  | Anna Plichta              | Polska            | Boels Dolmans                      | + 8' 50"   |
| 88.  | Agnieszka Skalniak        | Polska            | Experza–Footlogix                  | + 9' 36"   |